# Dina Matus
Dina Matus (ur. 21 sierpnia 1899 w Łodzi, zm. po 1940) – polska malarka żydowskiego pochodzenia, scenografka. 

## Życiorys
Po I wojnie światowej związała się z grupą artystyczną Jung Idysz. 
Była autorką portretu Mojżesza Brodersona. Malowała również pejzaże i kwiaty. Przyjaźniła się z Idą Braunerówną, mieszkała z nią i wspólnie wykonywały batiki. Wystawiła trzy portrety na wystawie Stowarzyszenia Artystów i Zwolenników Sztuk Pięknych w Łodzi, zorganizowanej wiosną 1918 r., a w grudniu tego roku Autoportret. Prawdopodobnie około 1919 r. rozpoczęła studia artystyczne w Berlinie. 
Uprawiała grafikę (drzeworyt i linoryt).
Specjalizowała się później w scenografii, projektowała kostiumy i dekoracje, m.in. dla warszawskiego teatru żydowskiego „Azazel” i eksperymentalnego teatrzyku „Ararat” w Warszawie. 
Mieszkała w Łodzi przy ul. Lipowej 20.
Po wybuchu wojny Niemcy okupując Łódź utworzyli na początku 1940 r. getto dla Żydów i w tym getcie została zamknięta.  Mieszkała tam przy ul. Rybnej 2 wraz z Anną Nachumow,  nauczycielką. 
Nie są znane data i okoliczności śmierci oraz miejsce pochówku.